# Kristin vom Schemm
Kristin vom Schemm (* 16. Januar 1998 in Würselen) ist eine deutsche Volleyballspielerin.

## Leben
Kristin vom Schemm kam in Würselen zur Welt und legte ihr Abitur am Pascal-Gymnasium Münster ab. Zum Studieren ging sie dann in die USA und studierte zuerst zwei Jahre am College of Central Florida, um ein Associate Degree zu erlangen. Danach besuchte sie die Kansas City University und die Embry-Riddle Aeronautical University und beendete das Studium in den USA mit einem Bachelor Abschluss.

## Karriere
Mit dem Volleyball begann Kristin vom Schemm in ihrem Heimatort Würselen und in Aachen. Später wechselte sie in die Jugendabteilung des USC Münster und spielte für die zweite Mannschaft des Vereins zwischen 2015 und 2016 in der Nordstaffel der 2. Bundesliga. Nach ihrem Abitur ging sie mit einem Sportstipendium in die USA. Für die Mannschaft des College of Central Florida spielte sie zwei Jahre in der NJCAA und für die Mannschaft der Kansas City University und der Embry-Riddle Aeronautical University jeweils ein Jahr in der ersten Division der NCAA bzw. in der zweiten Division. Nachdem sie in der Saison 2021/22 im Vereinigten Königreich für Malory Eagles VB gespielt hatte, erhielt sie zur Saison 2022/23 einen Zwei-Jahres-Vertrag beim Bundesligisten VC Neuwied 77. Ihr Debüt in der Bundesliga gab sie direkt im ersten Ligaspiel der Saison, bei der 0:3-Heimniederlage gegen ihren Ausbildungsverein USC Münster.
Nachdem die Spielbetriebs-GmbH der Neuwieder Mannschaft im Januar 2024 Insolvenz anmelden musste und den Spielbetrieb einstellte, wechselte Kristin vom Schemm nach Österreich zum UVC Graz. Mit ihrer neuen Mannschaft erreichte sie das Playoff-Halbfinale der Austrian Volley League. Dort musste man sich der Mannschaft von ASKÖ Linz Steg geschlagen geben. Nachdem sie im kleinen Finale den österreichischen Rekordmeister Volleyball Niederösterreich Sokol/Post SV unterlagen, beendeten sie die Saison auf dem vierten Platz. Zur Saison 2024/25 kehrte Kristin vom Schemm nach Deutschland zurück und schloss sich in der 2. Bundesliga Pro den ESA Grimma Volleys an.